# Sventevith (Storming Near the Baltic)
 (octobre 2017).
Si vous disposez d'ouvrages ou d'articles de référence ou si vous connaissez des sites web de qualité traitant du thème abordé ici, merci de compléter l'article en donnant les références utiles à sa vérifiabilité et en les liant à la section « Notes et références ».
Albums de Behemoth
And the Forests Dream Eternally
(1994) Grom
(1996)
Sventevith (Storming Near the Baltic) est le premier véritable album studio du groupe de black metal polonais Behemoth, sorti en 1995 sous le label Pagan Records.
Les titres Sventevith (Storming Near the Baltic) et Transylvanian Forest apparaissaient sur la démo And the Forests Dream Eternally.

## Musiciens
- Nergal - chant, guitare, basse
- Baal Ravenlock - batterie

## Liste des morceaux
| No  | Titre                                 | Durée |
| --- | ------------------------------------- | ----- |
| 1.  | Chant of the Eastern Lands            | 5:43  |
| 2.  | The Touch of Nya                      | 0:57  |
| 3.  | From the Pagan Vastlands              | 4:30  |
| 4.  | Hidden in a Fog                       | 6:49  |
| 5.  | Ancient                               | 2:01  |
| 6.  | Entering the Faustian Soul            | 5:35  |
| 7.  | Forgotten Cult of Aldaron             | 4:35  |
| 8.  | Wolves Guard My Coffin                | 4:29  |
| 9.  | Hell Dwells in Ice                    | 5:50  |
| 10. | Transylvanian Forest                  | 4:53  |
| 11. | Sventevith (Storming Near the Baltic) | 5:59  |